# Ометекутлі
Ометекутлі (ісп. Ometecuhtli) — бог-творець, вогню в ацтекській міфології. Перекладається як «Пан подвійності», «Подвійний бог». на думку низки дослідників його культ ацтеки могли перейняти у тольтеків.

## Опис
В жодних книгах-кодексах або в скульптурі не зустрічається зображення Ометекутлі. Відповідно до поетичної творчості ацтеків він є невід'ємною часткою Ометекіуатль, утворюючи двоголове надбожество, що не має визначеної статі і форми.

## Міфи
Обіймав найвище місце в ацтекському пантеоні богів. Володар (або безстатевий пан) подвійності і єдності протилежностей. Він є першопричина, що породжує богів й людей. Його дружиною була богиня Ометекіуатль. Разом з нею Ометекутлі мав уособлення в божества Тонакатекутлі і Тонакакіуатль. Мешкає на 13, найвищому небі, у місці (палаці), що зветься Омейокан.

## Культ
У нього не було чіткого культу і центру його культу, але вважається, що він був присутній в кожному ритуалі і в кожній речі в усьому світі.